# IC 4075
IC 4075 — галактика типу E (еліптична галактика) у сузір'ї Волосся Вероніки.
Цей об'єкт міститься в оригінальній редакції індексного каталогу.